# هرم سرخ

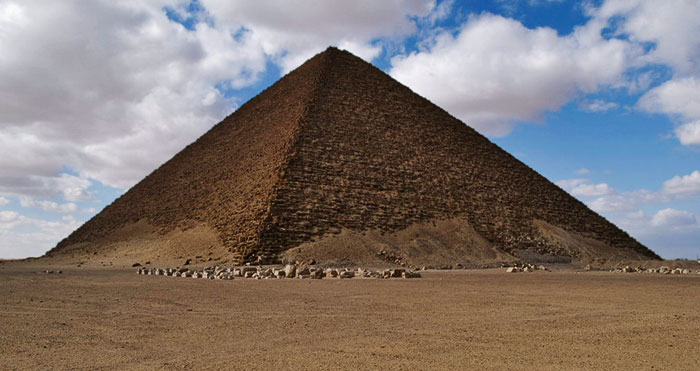
هرم سرخ ساخته شده توسط سنفرو در دهشور

هرم سرخ، که با نام هرم شمالی نیز شناخته می‌شود، بزرگ‌ترین هرم از سه اهرام ساخته شده در گورستان دهشور در مصر است. این هرم سومین هرم ساخته شده توسط فرعون سنفرو از دودمان چهارم پادشاهی کهن است که به دلیل رنگ قرمز آجرهای دیواره بیرونی آن با این نام خوانده می‌شود. مردم محلی به این هرم هرم خفاش می‌گویند.
از لحاظ اندازه، این هرم سومین هرم بزرگ تاریخ مصر است پس از هرم‌های خوفو و خفرع در جیزه. این هرم در زمان خود بلندترین سازه در جهان بوده‌است. به باور مصرشناسان، ساخت این هرم نخستین تلاش مصریان برای ساخت هرم‌های واقعی با دیوارهای صاف بوده‌است. با آنکه دیوارهای این هرم در گذشته با سنگ‌های آهکی سفید پوشانده شده بود، به دلیل برداشت این سنگ‌ها توسط مردم قاهره برای منظورهای ساختمانی، هم‌اکنون سنگ‌های شنی سرخ‌رنگ زیر آن‌ها در دید بازدیدکنندگان هستند.

## نگارخانه

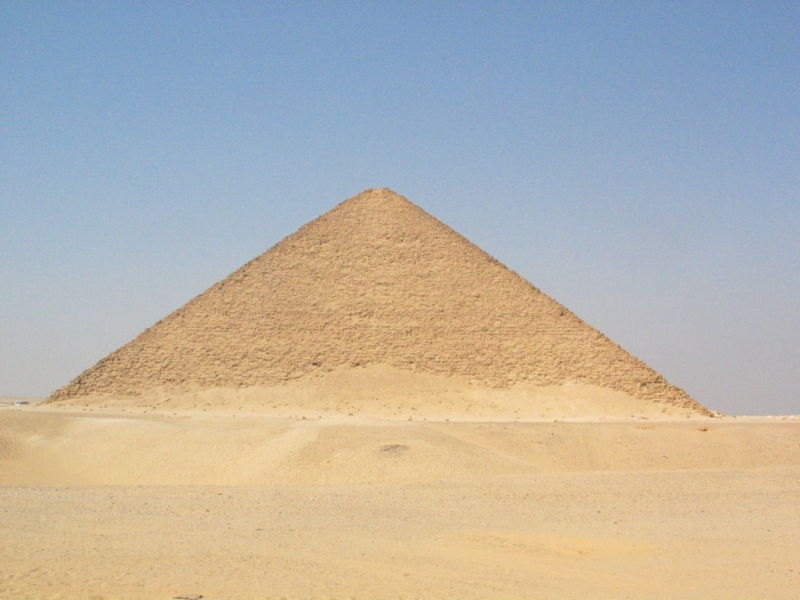
نمای جنوبی هرم
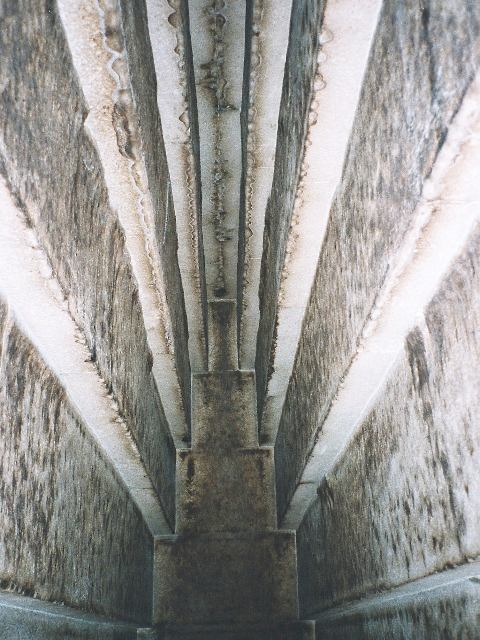
سقف طاق‌پله‌ای عظیم بالای اتاق خاکسپاری اصلی
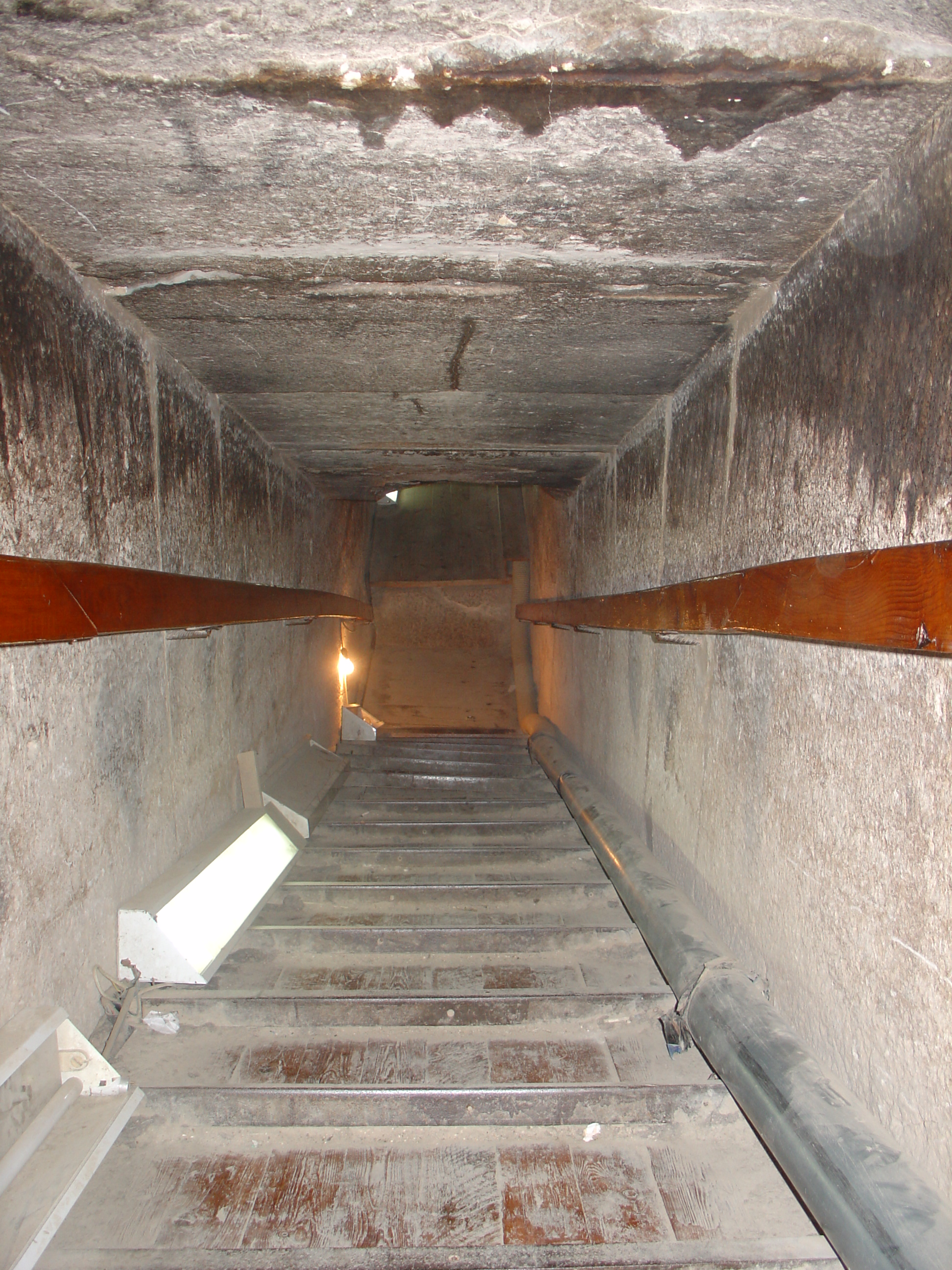
پلکان‌های درون هرم
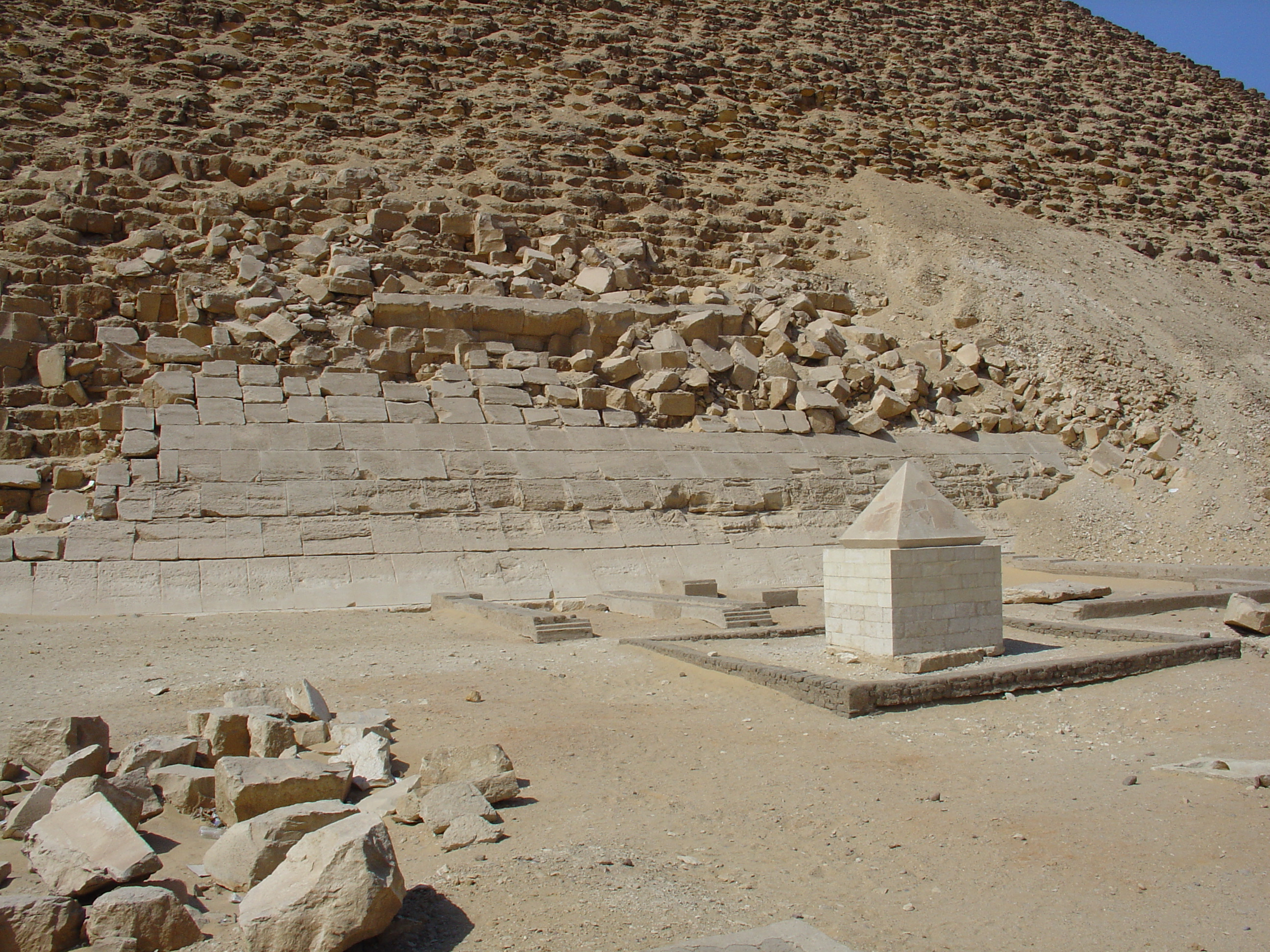
عملیات بازسازی دیواره‌های هرم